# Klisura (distrikt i Bulgarien, Oblast Sofija grad)
Klisura (bulgariska: Клисура) är ett distrikt i Bulgarien.   Det ligger i kommunen Stolitjna Obsjtina och regionen Sofija-grad, i den västra delen av landet, 18 km väster om huvudstaden Sofia.
I omgivningarna runt Klisura växer i huvudsak lövfällande lövskog. Runt Klisura är det ganska tätbefolkat, med 199 invånare per kvadratkilometer.